# Wilhelm Kwiatkowski
Wilhelm Kwiatkowski (ur. ok. 1814, zm. 22 lipca 1876 w Sanoku) – polski wojskowy, urzędnik skarbowy.

## Życiorys
Urodził się około 1814. W okresie zaboru austriackiego pracował w służbie finansowej, z biegiem czasu w ramach autonomii galicyjskiej. Od około 1861 do około 1863 był powiatowym komisarzem finansowym 2. klasy w C. K. Powiatowej Dyrekcji Finansowej na Księstwo Bukowina w Czerniowcach (K. k. Finanz-Bezirks-Direktion für das Herzogtum Bukowina in Czernowitz).  Od około 1863 do około 1866/1867 był powiatowym komisarzem finansowym 2. klasy w C. K. Powiatowej Dyrekcji Finansowej na Powiat Samborski w Samborze (K. k. Finanz-Bezirks-Direktion in Sambor). W tej randze do tego czasu zasiadał jako ławnik (Stimmführer) w sądzie wyrokującym w Samborze (K. k. Gefällen-Bezirks-Gericht in Sambor). Od około 1866/1867 był powiatowym komisarzem finansowym 2. klasy w C. K. Powiatowej Dyrekcji Finansowej w Sanoku (K. k. Finanz-Bezirks-Direktion in Sanok), od 1869 do około 1874 komisarzem skarbowym II klasy w C. K. Powiatowej Dyrekcji Skarbu w Sanoku. Równolegle około 1867 zasiadał jako ławnik w sądzie wyrokującym w Sanoku (K. k. Gefällen-Bezirks-Gericht in Sanok), a od około 1869 do około 1872 był asesorem C. K. Sądu Powiatowego w Sprawach Dochodów Skarbowych w Sanoku.
Przed 1870 został mianowany na stopień porucznika. W 1868 był przewodniczącym komitetu kościelnego w Sanoku (zastępcą był burmistrz miasta Jan Okołowicz). Wraz z Okołowiczem w 1871 był fundatorem szkoły muzycznej w Sanoku (według relacji prasowej na tę okoliczność jeden z pułkowników wojsk austriackich podarował komplet instrumentów dętych). Na posiedzeniu Rady Miejskiej w Sanoku 3 lutego 1870 burmistrz Jan Okołowicz złożył wniosek o nadanie honorowego obywatelstwa Sanoka Wilhelmowi Kwiatkowskiemu, jednak Rada odrzuciła ten pomysł na wniosek ks. Franciszka Salezego Czaszyńskiego. Pełnił mandat radnego Rady Miejskiej w Sanoku od 1872 i zasiadał w komisji finansowej. 30 kwietnia 1873 przyjęto jego rezygnację z mandatu radnego.
Jako emeryt zamieszkiwał w Sanoku w domu pod numerem 155. Do końca życia był kawalerem. Zmarł 22 lipca 1876 w Sanoku w wieku 62 lat. Został pochowany na cmentarzu przy ul. Jana Matejki w Sanoku 24 lipca 1876.

## Odznaczenia
- Oficer Orderu Guadalupe – Meksyk (przed 1868)[5]
- Kawaler Orderu Świętego Sylwestra – Watykan (przed 1873)[9]
- Kawaler Orderu Świętego Grzegorza Wielkiego – Watykan (przed 1874)[10]